# Гнауа (музыка)

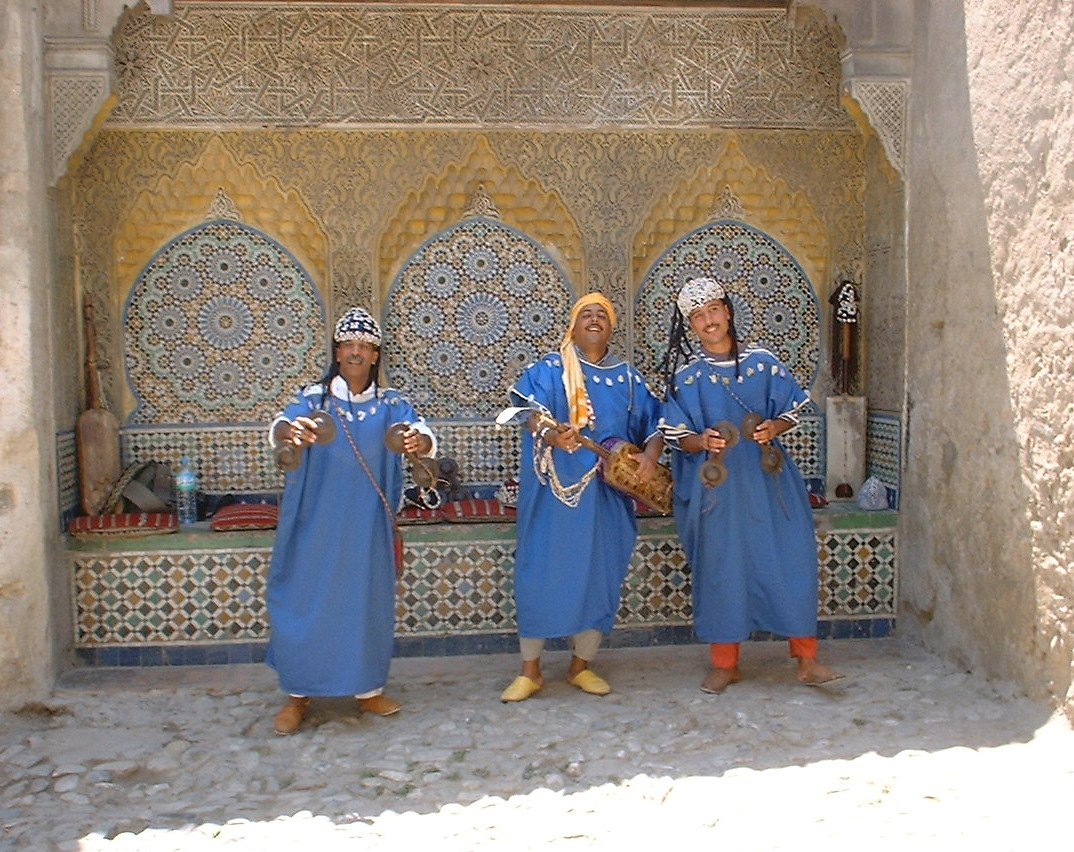
Выступление музыкантов гнауа на улице в Марокко

Музыка гнауа — смесь африканских, берберских и арабских религиозных песнопений и ритмов. Она сочетает в себе не только музыку, но и акробатические танцы, что символизирует её как молитву и как праздник жизни. Несмотря на то, что многие элементы музыки, сформировавшие её, происходят из Тропической Африки, точнее, из Сахеля, исполняют её чаще в Северной Африке, преимущественно в Марокко и Алжире.
Гнауа — термин, имеющий два значения в культурном аспекте. Он используется для определения как религиозно-духовного порядка, традиционного для народа с идентичным названием, так и собственно музыки, отображающей их духовную жизнь.